# Simon Spari
Simon Emil Spari (* 16. Juni 2002 in Graz) ist ein österreichischer Fußballtorwart.

## Karriere

### Verein
Spari begann seine Karriere beim FC Gratkorn. Im Februar 2011 wechselte er zum SK Sturm Graz. Im Dezember 2012 kehrte er nach Gratkorn zurück. Im Februar 2015 wechselte er ein zweites Mal nach Graz, wo er ab der Saison 2016/17 auch sämtliche Altersstufen in der Akademie durchlief. Nach der Saison 2018/19 verließ er Sturm. Nach mehreren Monaten ohne Klub wechselte er im November 2019 nach Deutschland zu den A-Junioren des Karlsruher SC. Für diese kam er allerdings, da sowohl die Saisonen 2019/20 als auch 2020/21 COVID-bedingt abgebrochen wurde, nur viermal zum Einsatz.
Zur Saison 2021/22 kehrte der Tormann nach Österreich zurück und schloss sich dem Zweitligisten Floridsdorfer AC an. Sein Debüt in der 2. Liga gab er im November 2021, als er am 16. Spieltag jener Saison gegen den SKU Amstetten in der Startelf stand.
Nach drei Jahren in Wien wechselte er zur Saison 2024/25 zum Bundesligisten SK Austria Klagenfurt, bei dem er einen bis 2026 laufenden Vertrag erhielt. Für Klagenfurt absolvierte er 27 Partien in der Bundesliga, aus der er mit dem Team aber zu Saisonende abstieg.
Nach dem Abstieg wechselte Spari zur Saison 2025/26 ein zweites Mal nach Deutschland, wo er sich dem Bundesligisten FC St. Pauli anschloss.

### Nationalmannschaft
Spari gab im September 2022 gegen Wales sein Debüt für die österreichische U-21-Auswahl.